# Augusta Theodosia Drane
Augusta Theodosia Drane OP (ur. 29 grudnia 1823 w Bromley, zm. 19 kwietnia 1894 w Stone) – angielska pisarka, dominikanka. 
Wychowana w anglikanizmie, w 1850 wstąpiła do Kościoła katolickiego.
Napisała i opublikowała anonimowo, przypisywany J.H.Newmanowi esej kwestionujący moralność traktarianizmu. W 1852 roku, po długim pobycie w Rzymie, wstąpiła do zakonu dominikanek, wiążąc się z nim na ponad czterdzieści lat. Była przeoryszą w Staffordshire, gdzie umarła.
Jej główne prace prozą i wierszem to: The History of Saint Dominic (1857; poszerzone wydanie, 1891); The Life of St Catherine of Siena (1880; 2 wyd., 1899); Christian Schools and Scholars (1867); The Knights of St John (1858); Songs in the Night (1876); oraz Three Chancellors (1859), szkice o życiu Williama z Wykeham, Williama z Waynflete i Sir Thomasa More’a.